# Claude Blair
Claude Blair, CVO, OBE (* 30. November 1922 in Manchester; † 21. Februar 2010 in Epsom) war ein britischer Historiker mit Schwerpunkt Waffen und Rüstungen. Er war langjähriger Kurator am Victoria and Albert Museum in London.

## Leben
Blairs Familie hatte schottische Wurzeln. Er wurde 1922 als Sohn eines Manchester Geschäftsmanns für Baumwoll-Waren und Amateur-Historikers und dessen Frau in Chorlton-cum-Hardy, einem Stadtteil von Manchester, geboren. Sein Vater weckte sein Interesse an Geschichte; bereits in jungen Jahren begann Blair antike Waffen zu sammeln. Er besuchte die William Hulme’s Grammar School seiner Heimatstadt und wurde durch die nordwestenglischen Regionen Lancashire (südlicher Teil) und Cheshire geprägt.
1942 wurde er zur British Army eingezogen, wo er sich zum Offizier ausbilden ließ. Er brachte es trotz unfallbedingter Verletzung in Nordirland bis zum Captain der Royal Artillery. Zuletzt erprobte er Handfeuerwaffen, 1946 schied er aus.
Blair studierte nach dem Zweiten Weltkrieg an der University of Manchester, die einen guten Ruf in englischer mittelalterlicher Geschichte hatte; dort erwarb er 1950 einen BA und später 1963 einen MA. Seine Thesis, The Emperor Maximilian I’s Gift of Armour to King Henry VIII and the Silvered and Engraved Armour at the Tower of London, erschien in der Zeitschrift Archaeologia. Bereits als Undergraduate veröffentlichte er in den Transactions of the Lancashire and Cheshire Antiquarian Society.
1951 wurde er Assistent von Sir James Mann, Master of the Armouries, bei den Royal Armouries im Tower of London. Nach Meinungsverschiedenheiten mit Mann wechselte er 1956 – ernannt durch Direktor Trenchard Cox – als Assistant Keeper, 1966 Deputy Keeper und 1972 Keeper of Metalwork an das Department of Metalwork des Londoner Victoria and Albert Museum (V&A). Sein erstes Buch, European Armour, circa 1066 to circa 1700 (1958), wurde zu einem Standardwerk. 1982 trat er in den Ruhestand. In den 1980er Jahren widersetzte er sich den Umstrukturierungen des Museums und war einer der Protagonisten der Initiative Save the V&A.
1946 wurde er Mitglied der Monumental Brass Society. Von 1979 bis 1998 gehörte er dem Fabric Advisory Panel of Westminster Abbey und von 1992 bis 1997 dem Churches Conservation Trust an. 1979 war er Mitbegründer und dann Präsident der Church Monuments Society. Überdies war er Mitglied des Council for the Care of Churches der Church of England. Blair war ein frühes Mitglied der Arms and Armour Society und redigierte von 1953 bis 1977 das Journal of the Arms and Armour Society. Von 1990 bis 1993 war er Vizepräsident der Society of Antiquaries of London. Weiterhin war er Mitglied u. a. der Medieval Dress and Textile Society und der Meyrick Society an.
1988 erhielt er die Medal of Distinction der Arms and Armour Society. Im Jahre 1994 wurde er mit dem Order of the British Empire (OBE) geehrt. 1998 erhielt er die Gold Medal der Society of Antiquaries, in die er 1956 als Fellow gewählt worden war. 2004 wurde ihm die Ehrendoktorwürde (Hon. LittD) der University of Manchester verliehen. 2005 wurde er Commander of the Royal Victorian Order (CVO).
Blair war ab 1952 mit einer Tochter eines Geistlichen der Church of England verheiratet; sein Sohn John Blair (* 1955) wurde Professor of Medieval History and Archaeology in Oxford. Zuletzt in Ashtead, Surrey lebend, verstarb er 2010 im Epsom Hospital.

## Schriften (Auswahl)
- European Armour, circa 1066 to circa 1700 (1958; 2. Auflage 1972).
- European and American Arms (1962).
- Pistols of the World (1968).
- Arms, Armour, and Base-Metalwork (1974).
- Pollard’s History of Firearms (hrsg., 1983).
- Crown Jewels (hrsg., 2 Bände, 1998).
- Louis Marcy (mit Marian Campbell, 2008).